# Cantón Chimbo
Chimbo es un cantón ecuatoriano de la provincia de Bolívar. Se ubica en el centro de la Región Sierra. Su cabecera cantonal es la ciudad de San José de Chimbo, lugar donde se agrupa gran parte de su población total. Chimbo fue creado como cantón el 3 de marzo de 1860 durante el gobierno de Gabriel García Moreno.

## Geografía
Está situado en el centro de la Provincia de Bolívar en un repliegue de la Cordillera Occidental de los Andes. Su cabecera cantonal es la ciudad de San Jose de chimbo.

### Hidrografía
La mayoría del caudal hídrico del cantón vierte hacia el río Chimbo, dentro de una zona que reviste los mayores problemas de escasez hídrica en la provincia; en una pequeña parte del territorio hacia el occidente, alimenta el flujo hídrico del caudal de los afluentes del Catarama.

### Descripción
En este cantón se profesa mayormente la religión católica, por lo tanto en cada una de sus parroquias se puede observar un turismo mayormente religioso especialmente en el santuario del Guayco donde se recibe todos los años a muchos visitantes.

### Límites cantonales
| Noroeste: Caluma   | Norte: Caluma   | Noreste: Guaranda   |
| Oeste: Montalvo    |                 | Este: San Miguel    |
| Suroeste: Montalvo | Sur: San Miguel | Sureste: San Miguel |

## División política
Chimbo tiene 5 parroquias y son las siguientes:

### Parroquia urbana
- San José de Chimbo (cabecera cantonal)

### Parroquias rurales
- Asunción
- La Magdalena
- San Sebastián
- Telimbela

## Demográfia
El cantón Chimbo cuenta con una población de 15.779 habitantes, según censo del INEC 2010, los cuales 4.402 están en el área urbana y 11.377, habitan en el área rural, representando el 8.9% de la población total de la provincia de Bolívar.